# Uruguayaans voetbalelftal in 2003
Het Uruguayaans voetbalelftal speelde in totaal dertien interlands in het jaar 2003, waaronder vier duels in de kwalificatiereeks voor het WK voetbal in Duitsland. De nationale ploeg stond de eerste twee duels onder leiding van interim-coach Gustavo Ferrín, die werd opgevolgd door Juan Ramón Carrasco. Op de FIFA-wereldranglijst steeg Uruguay in 2003 van de 28ste (
januari 2003) naar de 21ste plaats (december 2003).

## Balans
| Wedstrijden | Wedstrijden | Wedstrijden | Wedstrijden | Doelpunten | Doelpunten | Doelpunten | Punten |
| Gespeeld    | Winst       | Gelijk      | Verlies     | Voor       | Tegen      | Saldo      | Punten |
| ----------- | ----------- | ----------- | ----------- | ---------- | ---------- | ---------- | ------ |
| 13          | 7           | 4           | 2           | 32         | 21         | +11        | 1.384  |

## Interlands
|                                |                                                          |       |                                                             |                                                                                           |
| 4 februari Carlsberg Cup № 688 | Uruguay                                                  | 1 – 1 | Iran                                                        | Hong Kong Stadium, Hongkong Toeschouwers: 17.877 Scheidsrechter: James Fong Yau-Fat (HKG) |
| 4 februari Carlsberg Cup № 688 | Fabián Estoyanoff 84'                                    |       | 30' Ali Samerreh                                            | Hong Kong Stadium, Hongkong Toeschouwers: 17.877 Scheidsrechter: James Fong Yau-Fat (HKG) |
| 4 februari Carlsberg Cup № 688 | Strafschoppen                                            |       |                                                             | Hong Kong Stadium, Hongkong Toeschouwers: 17.877 Scheidsrechter: James Fong Yau-Fat (HKG) |
| 4 februari Carlsberg Cup № 688 | Julio Rodríguez Fabián Estoyanoff Pablo Lima Bruno Silva | 4 – 2 | Javad Nekounam Yadollah Akbari Mohammad Nosrati Eman Mobali | Hong Kong Stadium, Hongkong Toeschouwers: 17.877 Scheidsrechter: James Fong Yau-Fat (HKG) |

|                                  |                                                  |       |                                      |                                                                                   |
| 28 maart Vriendschappelijk № 689 | Japan                                            | 2 – 2 | Uruguay                              | Olympisch Stadion, Tokio Toeschouwers: 54.039 Scheidsrechter: Kim Tae-Young (KOR) |
| 28 maart Vriendschappelijk № 689 | Shunsuke Nakamura 23' (pen.) Junichi Inamoto 57' |       | 21' Diego Forlán 25' Alejandro Lembo | Olympisch Stadion, Tokio Toeschouwers: 54.039 Scheidsrechter: Kim Tae-Young (KOR) |

|                                |            |                                       |         |                                                                                               |
| 8 juni Vriendschappelijk № 690 | Zuid-Korea | 0 – 2                                 | Uruguay | Seoul World Cup Stadion, Seoul Toeschouwers: 63.691 Scheidsrechter: Yoshipa Poshymi-Psu (JPN) |
| 8 juni Vriendschappelijk № 690 |            | 13' Germán Hornos 53' Sebastián Abreu |         | Seoul World Cup Stadion, Seoul Toeschouwers: 63.691 Scheidsrechter: Yoshipa Poshymi-Psu (JPN) |

|                                           |                                 |       |                                               |                                                                                                   |
| 16 juli Vriendschappelijk № 691 21:00 uur | Argentinië                      | 2 – 2 | Uruguay                                       | Estadio Ciudad de La Plata, La Plata Toeschouwers: 40.000 Scheidsrechter: Epifanio González (PAR) |
| 16 juli Vriendschappelijk № 691 21:00 uur | Diego Milito 4' Diego Milito 9' |       | 6' Javier Chevantón 36' (e.d.) Gabriel Milito | Estadio Ciudad de La Plata, La Plata Toeschouwers: 40.000 Scheidsrechter: Epifanio González (PAR) |

|                                 |                                                              |       |                                                                            |                                                                                |
| 24 juli Vriendschappelijk № 692 | Peru                                                         | 3 – 4 | Uruguay                                                                    | Estadio Nacional, Lima Toeschouwers: 12.500 Scheidsrechter: Manuel Garay (PER) |
| 24 juli Vriendschappelijk № 692 | Jefferson Farfán 27' Manuel Marengo 46' Jefferson Farfán 56' |       | 11' Martín Liguera 50' Marcelo Sosa 73' Martín Liguera 79' Nicolás Vigneri | Estadio Nacional, Lima Toeschouwers: 12.500 Scheidsrechter: Manuel Garay (PER) |

|                                 |                    |       |      |                                                                                         |
| 30 juli Vriendschappelijk № 693 | Uruguay            | 1 – 0 | Peru | Estadio Centenario, Montevideo Toeschouwers: 6.800 Scheidsrechter: Gustavo Méndez (URU) |
| 30 juli Vriendschappelijk № 693 | Martín Liguera 54' |       |      | Estadio Centenario, Montevideo Toeschouwers: 6.800 Scheidsrechter: Gustavo Méndez (URU) |

|                                     |                                           |       |                                                                                                   |                                                                                        |
| 15 augustus Vriendschappelijk № 694 | Irak                                      | 2 – 5 | Uruguay                                                                                           | Azadi Stadion, Teheran Toeschouwers: 7.000 Scheidsrechter: Rahim Moghadam Rahimi (IRI) |
| 15 augustus Vriendschappelijk № 694 | Husham Mohammed 58' Ali Wahaib 87' (pen.) |       | 31' Martín Liguera 36' Martín Liguera 67' Carlos Bueno 70' Carlos Bueno 82' (pen.) Martín Liguera | Azadi Stadion, Teheran Toeschouwers: 7.000 Scheidsrechter: Rahim Moghadam Rahimi (IRI) |

|                                               |                                    |       |                                                                    |                                                                                              |
| 20 augustus Vriendschappelijk № 695 15:30 uur | Uruguay                            | 2 – 3 | Argentinië                                                         | Stadio Artemio Franchi, Florence Toeschouwers: 3.000 Scheidsrechter: Massimo De Santis (ITA) |
| 20 augustus Vriendschappelijk № 695 15:30 uur | Diego Forlán 2' Martín Liguera 57' |       | 45' Juan Sebastián Verón 80' Walter Samuel 85' Andrés D'Alessandro | Stadio Artemio Franchi, Florence Toeschouwers: 3.000 Scheidsrechter: Massimo De Santis (ITA) |

|                                   |                                                                                                |       |         |                                                                                            |
| 7 september WK-kwalificatie № 696 | Uruguay                                                                                        | 5 – 0 | Bolivia | Estadio Centenario, Montevideo Toeschouwers: 39.253 Scheidsrechter: Gilberto Hidalgo (PER) |
| 7 september WK-kwalificatie № 696 | Diego Forlán 17' Javier Chevantón 40' Javier Chevantón 60' Nelson Abeijón 82' Carlos Bueno 87' |       |         | Estadio Centenario, Montevideo Toeschouwers: 39.253 Scheidsrechter: Gilberto Hidalgo (PER) |

|                                    |                                                                       |       |                      |                                                                                             |
| 10 september WK-kwalificatie № 697 | Paraguay                                                              | 4 – 1 | Uruguay              | Estadio Defensores del Chaco, Asunción Toeschouwers: 7.918 Scheidsrechter: Óscar Ruiz (COL) |
| 10 september WK-kwalificatie № 697 | José Cardozo 27' Carlos Paredes 54' José Cardozo 58' José Cardozo 72' |       | 23' Javier Chevantón | Estadio Defensores del Chaco, Asunción Toeschouwers: 7.918 Scheidsrechter: Óscar Ruiz (COL) |

|                                    |        |                                     |         |                                                                                   |
| 15 oktober Vriendschappelijk № 698 | Mexico | 0 – 2                               | Uruguay | Soldier Field, Chicago Toeschouwers: 41.587 Scheidsrechter: Michael Kennedy (USA) |
| 15 oktober Vriendschappelijk № 698 |        | 27' Diego Perrone 63' Diego Perrone |         | Soldier Field, Chicago Toeschouwers: 41.587 Scheidsrechter: Michael Kennedy (USA) |

|                                   |                                        |       |                      |                                                                                          |
| 15 november WK-kwalificatie № 699 | Uruguay                                | 2 – 1 | Chili                | Estadio Centenario, Montevideo Toeschouwers: 70.000 Scheidsrechter: Claudio Martín (ARG) |
| 15 november WK-kwalificatie № 699 | Javier Chevantón 30' Adrián Romero 49' |       | 20' Rodrigo Meléndez | Estadio Centenario, Montevideo Toeschouwers: 70.000 Scheidsrechter: Claudio Martín (ARG) |

|                                   |                                  |       |                                                             | |
| 19 november WK-kwalificatie № 700 | Brazilië                         | 3 – 3 | Uruguay                                                     | Centro Poliesportivo Pinheiro, Curitiba Toeschouwers: 28.000 Scheidsrechter: Horacio Elizondo (ARG) |
| 19 november WK-kwalificatie № 700 | Kaká 20' Ronaldo 28' Ronaldo 86' |       | 56' Diego Forlán 76' Diego Forlán 79' (e.d.) Gilberto Silva | Centro Poliesportivo Pinheiro, Curitiba Toeschouwers: 28.000 Scheidsrechter: Horacio Elizondo (ARG) |

## FIFA-wereldranglijst
| JAN | FEB | MAR | APR | MEI | JUN | JUL | AUG | SEP | OKT | NOV | DEC |
| --- | --- | --- | --- | --- | --- | --- | --- | --- | --- | --- | --- |
| 28  | 28  | 27  | 27  | 28  | 31  | 26  | 24  | 22  | 22  | 20  | 21  |

## Statistieken
| Gustavo Munúa        | 1978-01-27 | Deportivo La Coruña       | 8  | 0 | 0 | 17 | 0  |
| Luis Barbat          | 1968-06-17 | Danubio FC                | 2  | 1 | 0 | 5  | 0  |
| Ignacio de León      | 1977-12-15 | CA Fénix                  | 1  | 0 | 0 | 1  | 0  |
| Mauricio Nanni       | 1979-07-12 | Montevideo Wanderers      | 1  | 0 | 0 | 1  | 0  |
| Fabián Carini        | 1979-12-26 | Standard Luik             | 1  | 0 | 0 | 39 | 0  |
| Verdediging          |            |                           |    |   |   |    |    |
| Alejandro Lago       | 1979-06-28 | Peñarol                   | 8  | 1 | 0 | 9  | 0  |
| Cristian González    | 1976-12-19 | UD Las Palmas             | 6  | 0 | 0 | 7  | 0  |
| Joe Bizera           | 1980-05-17 | Peñarol                   | 5  | 1 | 0 | 16 | 1  |
| Diego López          | 1974-08-22 | Cagliari Calcio           | 5  | 0 | 0 | 28 | 0  |
| Bruno Silva          | 1980-03-29 | Danubio FC                | 3  | 1 | 0 | 4  | 0  |
| Alejandro Lembo      | 1978-02-15 | Real Betis Sevilla        | 3  | 0 | 1 | 35 | 2  |
| Gonzalo Sorondo      | 1979-10-09 | Standard Luik             | 3  | 0 | 0 | 24 | 0  |
| Cono Jesús Aguiar    | 1968-07-19 | CA Fénix                  | 2  | 2 | 0 | 4  | 0  |
| Pablo Lima           | 1981-03-26 | Danubio FC                | 2  | 0 | 0 | 8  | 1  |
| Carlos Diogo         | 1983-07-18 | CA River Plate Montevideo | 1  | 2 | 0 | 3  | 0  |
| Claudio Dadomo       | 1982-02-10 | Club Nacional             | 1  | 0 | 0 | 3  | 0  |
| Diego Lugano         | 1980-11-02 | São Paulo FC              | 1  | 0 | 0 | 1  | 0  |
| Williams Martínez    | 1982-12-18 | Defensor Sporting Club    | 1  | 0 | 0 | 1  | 0  |
| Darío Rodríguez      | 1974-09-17 | Schalke 04                | 1  | 0 | 0 | 23 | 2  |
| Pablo Melo           | 1982-07-04 | CA Cerro                  | 0  | 1 | 0 | 1  | 0  |
| Middenveld           |            |                           |    |   |   |    |    |
| Marcelo Sosa         | 1978-06-02 | Danubio FC                | 11 | 1 | 1 | 12 | 1  |
| Álvaro Recoba        | 1976-03-17 | Inter Milaan              | 5  | 3 | 0 | 53 | 8  |
| Adrián Romero        | 1977-06-25 | CA Cerro                  | 4  | 1 | 1 | 5  | 1  |
| Fabián Estoyanoff    | 1982-09-27 | Peñarol                   | 3  | 4 | 1 | 9  | 1  |
| Horacio Peralta      | 1982-06-03 | Club Nacional             | 3  | 3 | 0 | 7  | 0  |
| Jorge Martínez       | 1983-04-05 | Montevideo Wanderers      | 3  | 2 | 0 | 5  | 0  |
| Nelson Abeijón       | 1973-07-21 | Cagliari Calcio           | 3  | 1 | 1 | 23 | 2  |
| Guillermo Giacomazzi | 1977-11-21 | US Lecce                  | 3  | 0 | 0 | 9  | 0  |
| Mario Regueiro       | 1978-09-14 | Racing Santander          | 3  | 0 | 0 | 19 | 0  |
| Rubén Olivera        | 1983-05-04 | Atlético Madrid           | 2  | 2 | 0 | 13 | 0  |
| Gianni Guigou        | 1975-02-22 | AC Siena                  | 2  | 0 | 0 | 39 | 0  |
| Pablo Munhoz         | 1982-08-31 | Defensor Sporting Club    | 1  | 1 | 0 | 2  | 0  |
| Sebastián Eguren     | 1981-01-08 | Club Nacional             | 1  | 0 | 0 | 9  | 0  |
| Carlos Grossmüller   | 1983-05-04 | Danubio FC                | 1  | 0 | 0 | 1  | 0  |
| Daniel Hernández     | 1982-01-20 | Villa Española            | 1  | 0 | 0 | 1  | 0  |
| Julio Rodríguez      | 1977-08-09 | Club Nacional             | 1  | 0 | 0 | 2  | 0  |
| Juan Ramón Curbelo   | 1973-09-19 | Standard Luik             | 0  | 3 | 0 | 3  | 0  |
| Marcelo Broli        | 1978-03-13 | CA Fénix                  | 0  | 2 | 0 | 3  | 0  |
| Julio Mozzo          | 1981-04-20 | Central Español           | 0  | 1 | 0 | 1  | 0  |
| Damián Paz           | 1983-02-09 | CA Fénix                  | 0  | 1 | 0 | 1  | 0  |
| Cristian Rodríguez   | 1985-09-30 | Peñarol                   | 0  | 1 | 0 | 1  | 0  |
| Aanval               |            |                           |    |   |   |    |    |
| Martín Ligüera       | 1980-11-09 | RCD Mallorca              | 9  | 2 | 6 | 11 | 6  |
| Diego Forlán         | 1979-05-19 | Manchester United         | 7  | 0 | 5 | 12 | 7  |
| Javier Chevantón     | 1980-08-17 | US Lecce                  | 6  | 1 | 5 | 11 | 6  |
| Carlos Bueno         | 1980-05-10 | Peñarol                   | 5  | 2 | 3 | 7  | 3  |
| Germán Hornos        | 1982-08-21 | Sevilla FC                | 3  | 1 | 1 | 5  | 1  |
| Diego Perrone        | 1979-11-17 | Atlas Guadalajara         | 2  | 3 | 2 | 5  | 2  |
| Richard Núñez        | 1976-02-16 | Grasshopper Zürich        | 2  | 2 | 0 | 4  | 0  |
| Vicente Sánchez      | 1979-12-07 | Club Toluca               | 2  | 1 | 0 | 4  | 0  |
| Sebastián Abreu      | 1976-10-17 | Tecos de Guadalajara      | 2  | 0 | 2 | 18 | 11 |
| Mario Leguizamón     | 1982-07-07 | Peñarol                   | 1  | 0 | 0 | 1  | 0  |
| Walter Pandiani      | 1976-04-27 | Deportivo La Coruña       | 1  | 0 | 0 | 2  | 0  |
| Marcelo Zalayeta     | 1978-12-05 | AC Perugia                | 1  | 0 | 0 | 22 | 7  |
| Nicolás Vigneri      | 1983-07-06 | CA Fénix                  | 0  | 4 | 1 | 4  | 1  |
| Sergio Blanco        | 1981-11-25 | Club San Luis             | 0  | 1 | 0 | 1  | 0  |
| Sebastián Taborda    | 1981-05-22 | Pumas UNAM                | 0  | 1 | 0 | 1  | 0  |

AUF · A-internationals · Selecties · Bondscoaches · Uruguayaans vrouwenelftal · Olympisch elftal · Uruguay U21 · Uruguay U20 · Uruguay U19 · Uruguay U18 · Uruguay U17
1900 – 1909 ·
1910 – 1919 ·
1920 – 1929 ·
1930 – 1939 ·
1940 – 1949 ·
1950 – 1959 ·
1960 – 1969 ·
1970 – 1979 ·
1980 – 1989 ·
1990 – 1999 ·
2000 – 2009 ·
2010 – 2019 ·
2020 – 2029
WK 1930 · 
WK 1950 · 
WK 1954 · 
WK 1962 · 
WK 1966 · 
WK 1970 ·
WK 1974 · 
WK 1986 · 
WK 1990 · 
WK 2002 · 
WK 2010 · 
WK 2014 · 
WK 2018
OS 1924 · 
OS 1928 ·
OS 2012
1902 · 
1903 · 
1904 · 
1905 · 
1906 · 
1907 · 
1908 · 
1909 ·
1910 · 
1911 · 
1912 · 
1913 · 
1914 · 
1915 · 
1916 · 
1917 · 
1918 · 
1919 ·
1920 · 
1921 · 
1922 · 
1923 · 
1924 · 
1925 · 
1926 · 
1927 · 
1928 · 
1929 ·
1930 · 
1931 · 
1932 · 
1933 · 
1934 · 
1935 · 
1936 · 
1937 · 
1938 · 
1939 ·
1940 · 
1941 · 
1942 · 
1943 · 
1944 · 
1945 · 
1946 · 
1947 · 
1948 · 
1949 ·
1950 · 
1951 · 
1952 · 
1953 · 
1954 · 
1955 · 
1956 · 
1957 · 
1958 · 
1959 ·
1960 · 
1961 · 
1962 · 
1963 · 
1964 · 
1965 · 
1966 · 
1967 · 
1968 · 
1969 ·
1970 · 
1971 · 
1972 · 
1973 · 
1974 · 
1975 · 
1976 · 
1977 · 
1978 · 
1979 ·
1980 · 
1981 · 
1982 · 
1983 · 
1984 · 
1985 · 
1986 · 
1987 · 
1988 · 
1989 ·
1990 ·
1991 · 
1992 · 
1993 · 
1994 · 
1995 · 
1996 · 
1997 · 
1998 · 
1999 · 
2000 · 
2001 · 
2002 · 
2003 · 
2004 · 
2005 · 
2006 · 
2007 · 
2008 · 
2009 · 
2010 · 
2011 · 
2012 · 
2013 · 
2014 · 
2015 · 
2016 ·
2017 ·
2018 ·
2019 ·
2020 ·
2021 ·
2022 ·
2023 ·
2024
Algerije ·
Angola ·
Argentinië ·
Australië ·
België ·
Bolivia ·
Brazilië ·
Bulgarije ·
Canada ·
Chili ·
China ·
Colombia ·
Costa Rica ·
Cuba ·
DDR ·
Denemarken ·
Duitsland ·
Ecuador ·
Egypte ·
Engeland ·
Estland ·
 Finland ·
Frankrijk ·
Georgië ·
Ghana ·
Guatemala ·
Haïti ·
Honduras ·
Hongarije ·
Ierland ·
India ·
Indonesië ·
Irak ·
Iran ·
Israël ·
Italië ·
Ivoorkust ·
Jamaica ·
Japan ·
Joegoslavië ·
Jordanië ·
Libië ·
Luxemburg ·
Maleisië ·
Mexico ·
Marokko ·
Nederland ·
Nicaragua ·
Nieuw-Zeeland ·
Nigeria ·
Noord-Ierland ·
Noorwegen ·
Oekraïne ·
Oezbekistan ·
Oman ·
Oostenrijk ·
Panama ·
Paraguay ·
Peru ·
Polen ·
Portugal ·
Roemenië ·
Rusland ·
Saarland ·
Saoedi-Arabië ·
Schotland ·
Senegal ·
Servië & Montenegro ·
Singapore ·
Slovenië ·
Sovjet-Unie ·
Spanje ·
Tahiti ·
Thailand ·
Trinidad en Tobago · 
Tsjechië ·
Tsjecho-Slowakije ·
Tunesië · 
Turkije ·
Venezuela ·
Verenigde Arabische Emiraten ·
Verenigde Staten ·
Wales ·
Zuid-Afrika ·
Zuid-Korea ·
Zweden ·
Zwitserland
Argentinië (1986) ·
België (1990) ·
Brazilië (1950) · 
Colombia (2014) ·
Costa Rica (2014) ·
Denemarken (1986) ·
Denemarken (2002) ·
Duitsland (2010) ·
Egypte (2018) ·
Engeland (2014) ·
Frankrijk (2002) ·
Frankrijk (2010) ·
Frankrijk (2018) ·
Ghana (2010) ·
Italië (1990) ·
Italië (2014) ·
Mexico (2010) ·
Nederland (1974) ·
Nederland (2010) ·
Portugal (2018) ·
Rusland (2018) ·
Saoedi-Arabië (2018) ·
Schotland (1986) ·
Senegal (2002) ·
Spanje (1990) ·
West-Duitsland (1986) ·
Zuid-Afrika (2010) ·
Zuid-Korea (1990) ·
Zuid-Korea (2010)